# Sound the System Showcase
Sound the System Showcase è il nono album di Alborosie da solista, pubblicato il 1º Dicembre 2014.

## Tracce
1. Play Fool (To Catch Wise) (Discomix)
2. Rock The Dancehall (Discomix)
3. Don't Pressure It (Discomix)
4. Zion train
5. Zion Train feat. Ky-Mani Marley (Discomix)
6. Who Run The Dance (Discomix)
7. Positiveness (Discomix)
8. Give Thanks feat. The Abyssinians (Discomix)
9. Warrior feat. Nature (Discomix)
10. To Whom It May Concern (Discomix)
11. Shut Your Mouth (Discomix)